# Lily Thai
Lily Thai, pseudonimo di Mariza Jamie Haley (Honolulu, 7 novembre 1981), è un'ex attrice pornografica statunitense di origini filippine ed italiane, cresciuta ad Austin in Texas.

## Biografia
Lily Thai è figlia di un padre di origini italiane, e di madre filippina. Mentre frequentava il college ad Austin, Lily ha lavorato come ballerina in alcuni strip club locali e come cameriera in un ristorante. Ha cominciato la sua carriera di attrice pornografica nel 2003, dopo aver vinto un concorso, e ha girato più di cento film, spaziando in molti generi hard.
È celebre per le sue scene di squirting e per i numerosi piercing.
In un'intervista, ha dichiarato di non poter eseguire scene di sesso anale troppo dure, poiché la sua collega Lucy Lee le ha provocato una ferita al retto.
Nel 2005 ha ricevuto una nomination come miglior nuova proposta ai AVN Awards.
Ha terminato la carriera di attrice pornografica nel 2008.

## Riconoscimenti
- 2005 AVN Awards nomination – Best New Starlet[4]
- 2005 AVN Awards nomination – Best Tease Performance – Boz[4]
- 2005 AVN Awards nomination – Best All-Girl Sex Scene, Video – Girl Crazy 2 (con Flick Shagwell)[4]

## Filmografia
- Asian Street Hookers 36 (2003)
- Cockless 27 (2003)
- Dirty Girlz 2 (2003)
- Double Play 1 (2003)
- Girl Crazy 2 (2003)
- Gonzoman 2 (2003)
- Hot Showers 13 (2003)
- Les Perversions 1 (2003)
- Limelight Girls 1 (2003)
- Limelight Girls 3 (2003)
- More Dirty Debutantes 274 (2003)
- Sex with Young Girls 5 (2003)
- Teen Hitchhikers 1 (2003)
- Teen Meat 2 (2003)
- Tight and Asian 3 (2003)
- Tight and Asian 4 (2003)
- Totally Asian & 18 (2003)
- Up And Cummers 123 (2003)
- Wet Teens 4 (2003)
- Whoriental Sex Academy 7 (2003)
- Amateur Angels 16 (2004)
- Asian Cheerleader Cavity Search 3 (2004)
- Asian Hoze 3 (2004)
- Asian POV 1 (2004)
- Asian Teen Players (2004)
- Asian Vacation (2004)
- Assume the Position 1 (2004)
- Baby Doll Cheerleaders (2004)
- Babysitter 18 (2004)
- Barefoot Confidential 32 (2004)
- Barely Legal 48 (2004)
- Bitches in Heat 1 (2004)
- Blowjob Fantasies 20 (2004)
- Boz: When Big Just Ain't Enough (2004)
- Chica Boom 26 (2004)
- China Syndrome 1 (2004)
- Cum Glazed 1 (2004)
- Double Vision POV (2004)
- Eager Beavers 7 (2004)
- Every Man's Fantasy 3 (2004)
- FantASIANy 5 (2004)
- Feeding Frenzy 6 (2004)
- Fire in the Hole (2004)
- Fresh Off the Bus (2004)
- From Her Ass to Her Mouth (2004)
- Fuck Dolls 2 (2004)
- Getting Personal (2004)
- Girl To Girl (2004)
- Heat Asian Style 2 (2004)
- Home Schooled 1 (2004)
- Hook-ups 6 (2004)
- Hook-ups 7 (2004)
- Innocence Baby Blue (2004)
- Interracial Addiction 1 (2004)
- Interracial Cum Swappers (2004)
- Interracial Sex Shooter 4 (2004)
- Jackie And Jill (2004)
- Jack's Playground 12 (2004)
- Juicy G-spots 1 (2004)
- Latin Fantasies (2004)
- Legal Tender 1 (2004)
- Lessons In Lust 4 (2004)
- Lewd Conduct 21 (2004)
- Lifeguards (2004)
- Lily Thai Exposed (2004)
- Lily Thai's Last Stand (2004)
- Lipstick and Leather (2004)
- Maid Service (2004)
- Maximum Thrust 4 (2004)
- Me Luv U Long Time 6 (2004)
- Me So Asian 1 (2004)
- North Pole 48 (2004)
- Oh! Me So Horny 2 (2004)
- Oriental Chocolate Dreams (2004)
- Peter North's POV 1 (2004)
- POV Pin-ups 2 (2004)
- Pussyman's Whores of the Orient (2004)
- Real College Girls 12 (2004)
- Real Female Masturbation 22 (2004)
- Reign of Tera 1 (2004)
- School Bus Girls 4 (2004)
- Secret Lives (2004)
- Secrets of a Porn Talent Scout 2 (2004)
- She Squirts 12 (2004)
- Squirting 101 2 (2004)
- Taste of the Orient (2004)
- Teen Power 9 (2004)
- Tell Me What You Want 5 (2004)
- There's Something About Jack 29 (2004)
- Violation of Audrey Hollander (2004)
- Yellow Tail 1 (2004)
- Young and the Raunchy (2004)
- Young and Tight 5 (2004)
- Young Models in Heat 1 (2004)
- 2 Cunts and a Cock (2005)
- Asian Devastation 2 (2005)
- Asian Lust 7 (2005)
- Barely Legal All Stars 5 (2005)
- Beautiful / Nasty 3 (2005)
- Clusterfuck (2005)
- Destiny and Friends 1 (2005)
- Dragginladies: Lily Thai (2005)
- Dragginladies: Lily Thai 2 (2005)
- Flirtin and Squirtin 2 (2005)
- Frank Wank POV 1 (2005)
- Fuck Me Like the Whore That I Am (2005)
- Hot Squirts 1 (2005)
- Kick Ass Chicks 21: Squirters (2005)
- Limelight Girls 11 (2005)
- Nailed With Cum 2 (2005)
- Pussy Foot'n 14 (2005)
- Pussy Party 13 (2005)
- Pussy Party 7 (2005)
- Sinful Asians 4 (2005)
- Squirters 1 (2005)
- Squirters 2 (2005)
- Sucky Sucky Me Fucky Fucky (2005)
- Teanna Does Chaisey And Lilly (2005)
- Teen Scream Virgins (2005)
- Yellow Tail 3 (2005)
- Asian Fever Anniversary Edition (2006)
- Dippin' Chocolate 6 (2006)
- Dirty Secrets (2006)
- Double Teamed 1 (2006)
- Girls Of Amateur Pages 8 (2006)
- Hot Squirts 2 (2006)
- I Like Cum 1 (2006)
- I Love Katsumi (2006)
- Me So Yummy (2006)
- Snatch BoXXX 1 (2006)
- Squirting Nymphs (2006)
- Teen Gush 1 (2006)
- Two Timers 3 (2006)
- China Vagina (2007)
- Limo Patrol 3 (2007)
- Nasty 3-Way Nights 2 (2007)
- Pussy Lickin Lesbians 1 (2007)
- Sexual Indulgence (2007)
- Squirt Queens 1 (2007)
- Viagra Falls 2 (2007)
- White Water Shafting (2007)
- Banzai 5 (2008)
- I Love 'em Asian (2008)
- Mandingo Monster Cock Worship 1 (2008)
- Naughty Therapy 1 (2008)
- Pussy Tales 4 (2008)
- She's Cumming 2 (2008)
- Squirt Queens 2 (2008)
- Squirt Showers 2 (2008)
- Suck My Cock 3 (2008)
- Teen Asian Angels 1 (2008)
- Asian Coeds (2009)
- Asian Stravaganza 1 (2009)
- Carpet Patrol (2009)
- Creamy Faces 2 (2009)
- We All Squirt 3 (2009)
- Chinatown Cheerleaders (2010)
- For Her Tongue Only (2010)
- Squirt Shots 2 (2010)
- Squirtigo (2011)
- Street Hookers for the White Guy 1 (2011)
- Total Black Invasian 2 (2011)
- 18 By Seconds 7 (2013)
- Tight Young Asians (2013)
- Asian Hookers of Chinatown 2 (2014)